# Agalmyla immersinervia
Agalmyla immersinervia là một loài thực vật có hoa trong họ Tai voi. Loài này được Hilliard mô tả khoa học đầu tiên năm 2002.